# توپ طعمه

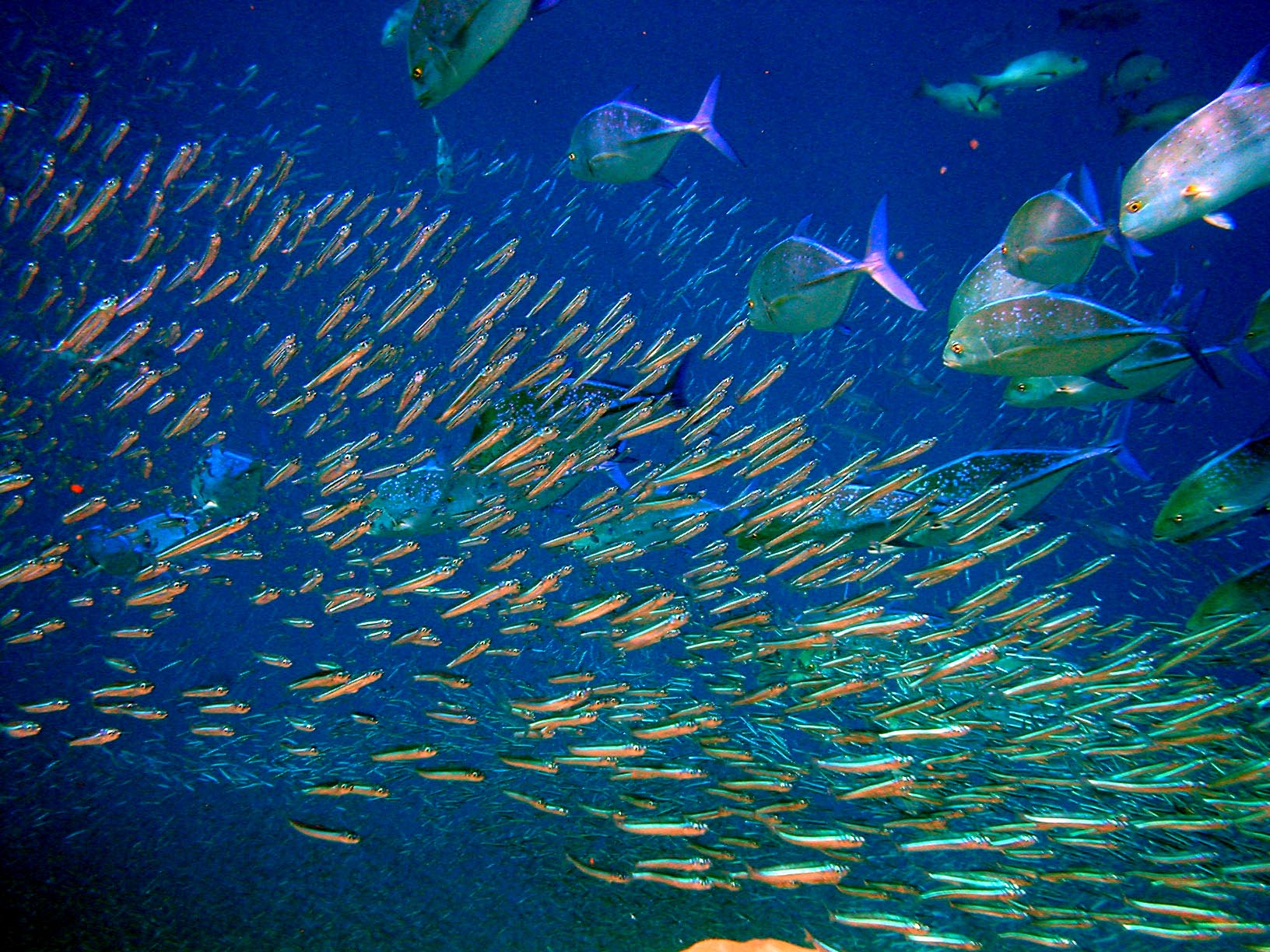
توده‌ای از ماهی‌های ماهی کولی‌ها موتوماهیان که به‌اندازه کافی تهدید شوند، ممکن است به شکل یک توپ طعمه‌ای کروی فشرده شوند.

توپ طعمه (به انگلیسی: Bait ball) زمانی اتفاق می‌افتد که ماهی‌های کوچک در یک ساختار کروی فشرده در پیرامون یک مرکز مشترک ازدحام کنند. این آخرین اقدام دفاعی است که توسط دسته‌های ماهی‌های کوچک زمانی که توسط شکارچیان تهدید می‌شوند اتخاذ می‌کنند. ماهی‌های کوچک توده‌ای توسط انواع شکارچیان خورده می‌شوند و به همین دلیل به آنها طعمه ماهی یا ماهی طعمه‌ای می‌گویند.

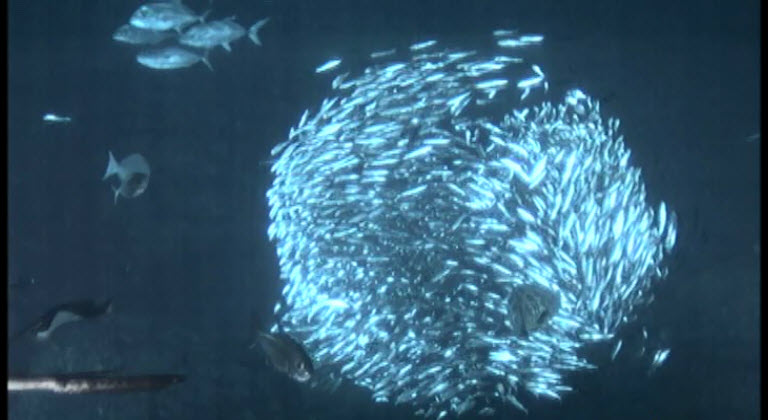
توپ ماهی ساردین

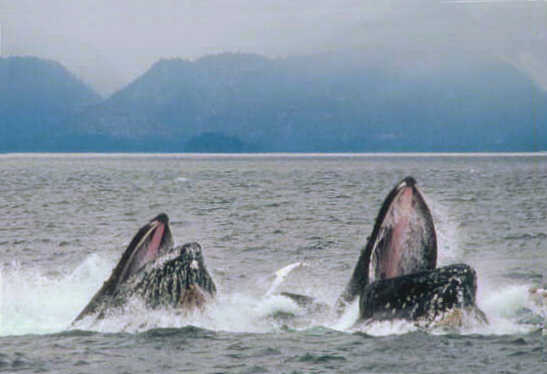
جفت نهنگ گوژپشت در حال تغذیه